# Stringaspidiotus curculiginis
Stringaspidiotus curculiginis är en insektsart som först beskrevs av Green 1904.  Stringaspidiotus curculiginis ingår i släktet Stringaspidiotus och familjen pansarsköldlöss. Inga underarter finns listade i Catalogue of Life.